# Walter Malli

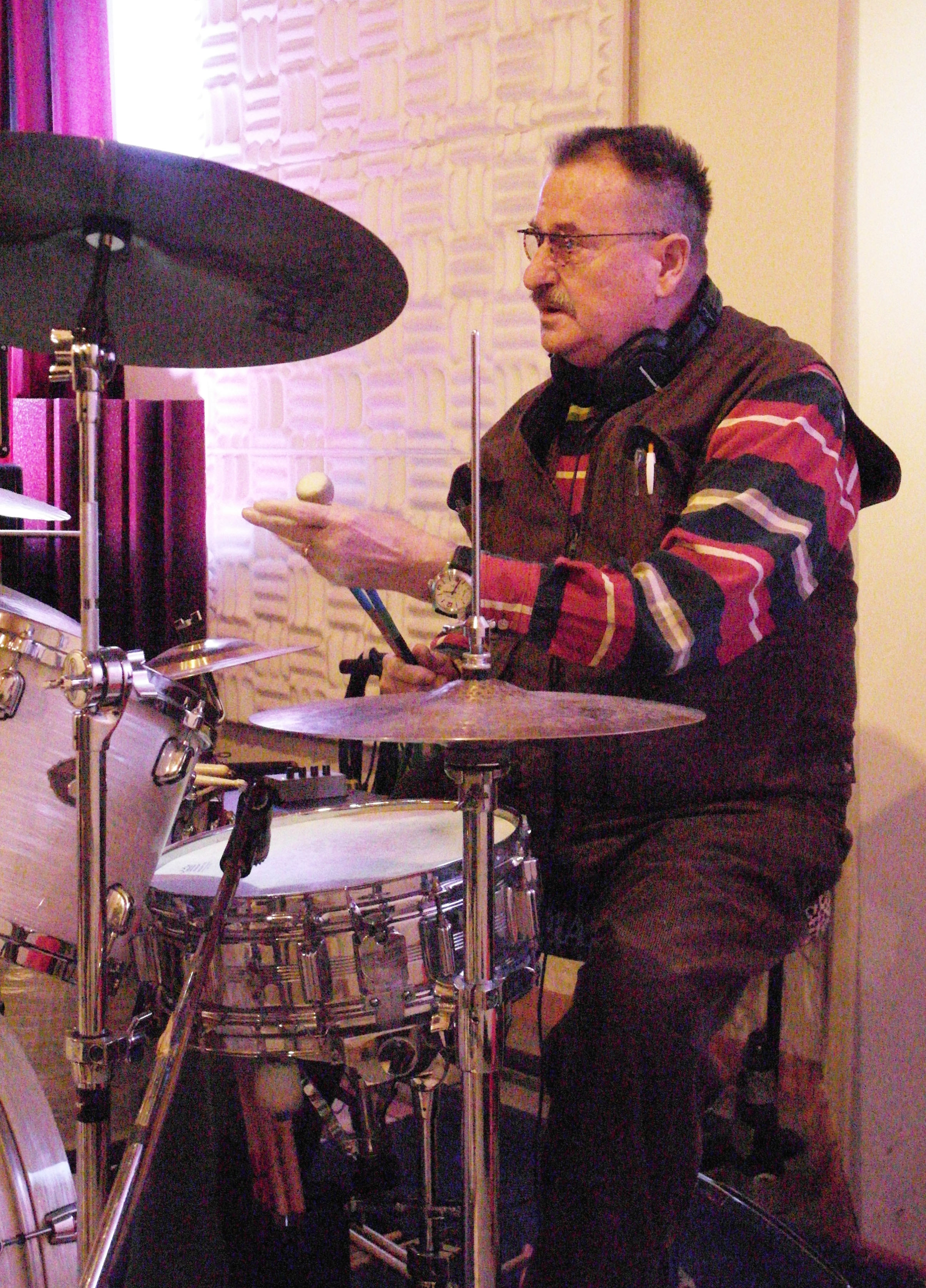
Walter Malli, 2011.

Walter Muhammad Malli (* 13. Juli 1940 in Graz, Steiermark; † 25. Mai 2012 in Wien) war ein österreichischer bildender Künstler und Jazzmusiker (Sopransaxophon, Schlagzeug).

## Leben
Malli besuchte zunächst die Kunstgewerbeschule Graz. 1956 zog er nach Wien, um bei Carl Unger an der Akademie für angewandte Kunst und bei Albert Paris Gütersloh an der Akademie der Bildenden Künste zu studieren. Ende der 1950er Jahre setzte er sich mit informeller Malerei auseinander, beschäftigte sich mit der Kultur des Orients, bevor er sich ab 1960 auf gegenständlich orientierte Federzeichnungen konzentrierte; es entstanden in erster Linie Stadtlandschaften mit wankenden Häusern und phantasievolle Karikaturen. 1959 gründete er mit Richard Pechoc die Galerie Zum Roten Apfel die in Wien bis 1965 bestand.

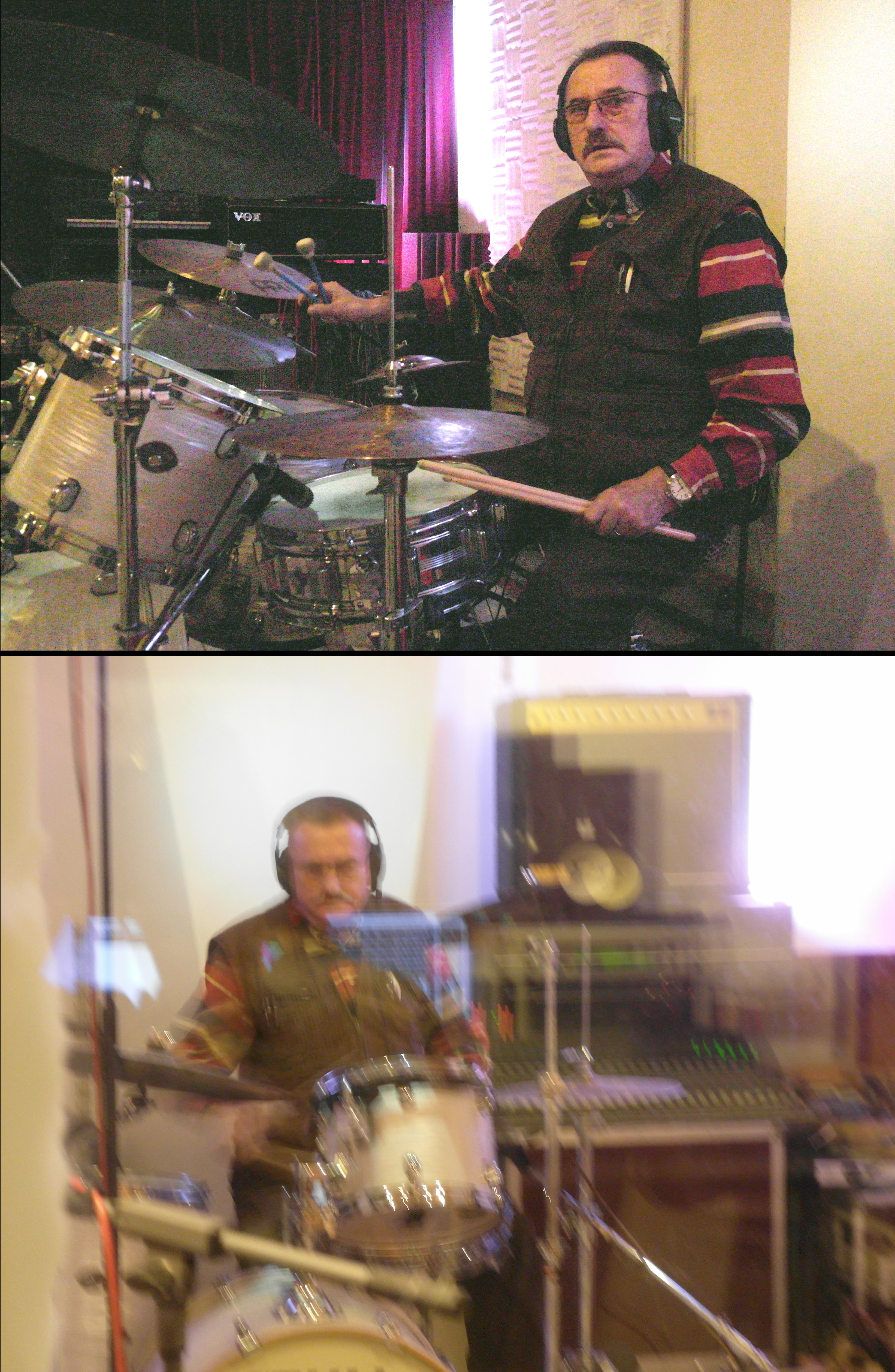
...ebenso.

Bald betätigte er sich auch als Musiker: Am 28. Mai 1961  absolvierte er sein erstes Konzert mit dem Ahmad Pechoc Trio im Forum Stadtpark Graz. Als Schlagzeuger und Sopransaxophonist der von 1964 bis 1975 bestehenden Formation Masters of Unorthodox Jazz wie ab 1968 auch der parallel aktiven Reform Art Unit gehörte er zu den ersten österreichischen Musikern, die sich mit Free Jazz beschäftigten; dabei kam es 1969 zu „Skandalkonzerten“ im Wiener Konzerthaus.
Bis zu seinem Lebensende war Malli weiter als Musiker aktiv, arbeitete unter anderem mit Franz Koglmann, Steve Lacy und Bill Dixon (Opium 1976) und trat auch auf dem Festival in der Balver Höhle auf. 1974 gründete er seine eigene Gruppe Malli’s Free Samba Bassoonery, zu der auch Karl Anton Fleck gehörte. Mit Paul Fields und Novotny war er 1975 unter anderem als Three Motions aktiv. Bis Ende der 1970er Jahre stellte er auch regelmäßig in Österreich und Deutschland aus.
Ab Ende der 1980er Jahre trat Malli auch mit Wienerlied-Neudeutungen sowie als Saxophonist mit dem Projekt HipHop Finger um Hans Holler und Chrono Popp in Erscheinung (Festivalauftritt bei den Nickelsdorfer Konfrontationen 1992 mit Leena Conquest). In dem Dokumentarfilm Malli – Artist in Residence von Peter Zach improvisierte Malli mit Musikern wie Eugene Chadbourne, Oskar Aichinger, Klaus Peham und Werner Dafeldecker Wiener Musik aus der Perspektive des freien Jazz.

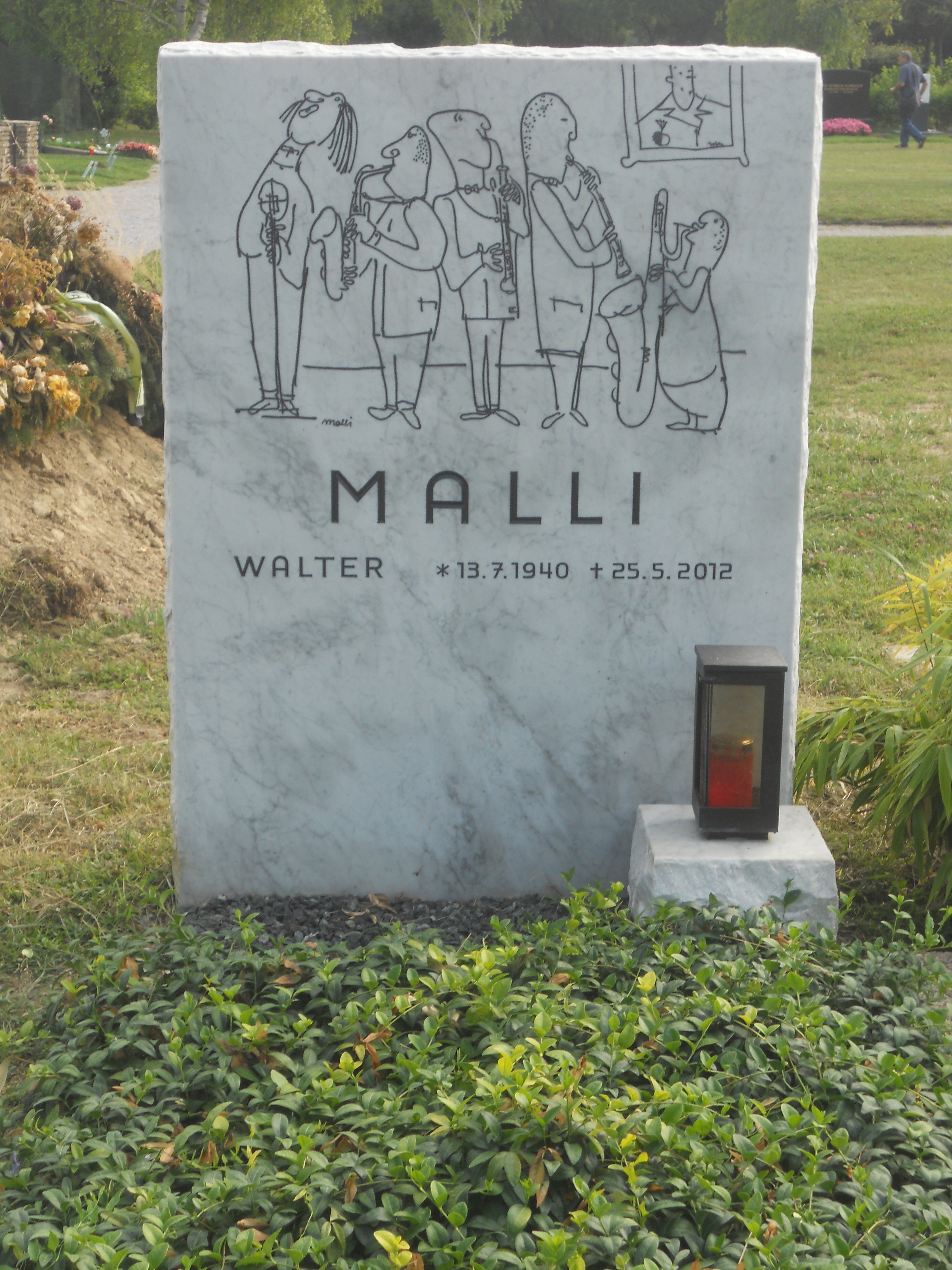
Grab am Zentralfriedhof

1993 erhielt Malli den Würdigungspreis für Musik des österreichischen Bundesministeriums für Unterricht und Kunst. Zuvor war er schon u. a. mit dem Förderungspreis der Stadt Wien und dem Preis des Wiener Kunstfonds  ausgezeichnet worden. Der Künstler starb 2012 und wurde in unmittelbarer Nachbarschaft von Fatty George in einem ehrenhalber gewidmeten Grab im Ehrenhain (Gruppe 40, Nr. 185) des Wiener Zentralfriedhofs beigesetzt.

## Familie
Der ORF-Mann Albert Malli ist Walter Mallis Sohn.

## Diskographische Hinweise
- Masters of Unorthodox Jazz / Reform Art Unit Vienna Jazz Avantgarde (1971)
- Hot Burrito #2 (1993, mit Eugene Chadbourne, Werner Dafeldecker)
- Geh’ langsam durch die alten Gass’n (2001, mit Eugene Chadbourne, Peter Kowald, Sunny Murray)

## Ausstellungen
- Retrospektive 26. April – 14. Juli 2002, Hofmobiliendepot